# Coliseu dos Recreios
El Coliseu dos Recreios (también conocido como Coliseu de Lisboa; en castellano: ‘Coliseo de los Recreos’) es un auditorio de usos múltiples ubicado en Lisboa, Portugal.

## Historia
El edificio principal fue construido dentro de una red metálica por Francisco Goulard entre 1888 y 1890. Por su parte, la fachada fue completada por Cesare Lanz. El edificio fue inaugurado el 14 de agosto de 1890. En 1897, la Sociedad Geográfica de Lisboa (en portugués: Sociedade de Geografia de Lisboa) ocupó parte de los espacios, inaugurando la Sala Portugal —obra del arquitecto José Luís Monteiro (1849-1942)— poco después.
António Santos Júnior se convirtió en director general del Coliseu dos Recreios en 1897.
A la muerte de Santos (1920), Ricardo Covões asumió la dirección del Coliseo.
Una renovación importante de las instalaciones se completó en febrero de 1994, que incluyó la remodelación de la sala y el escenario, y la reconstrucción de los espacios circundantes.
El 22 de agosto de 2006, el Coliseo (debido a su importancia estilística, tipológica e histórica) fue designado para su conservación. El DRCLisboa, al establecer la Zona de Protección Especial para el Castillo de San Jorge (y sus alrededores), incluyó el edificio como propiedad de interés público. El Consejo Nacional de Cultura (en portugués: Conselho Nacional de Cultura) propuso el archivo de la Zona de Protección Especial el 10 de octubre de 2011, que fue recesificado el 18 de octubre de 2011 por IGESPAR.

## Arquitectura

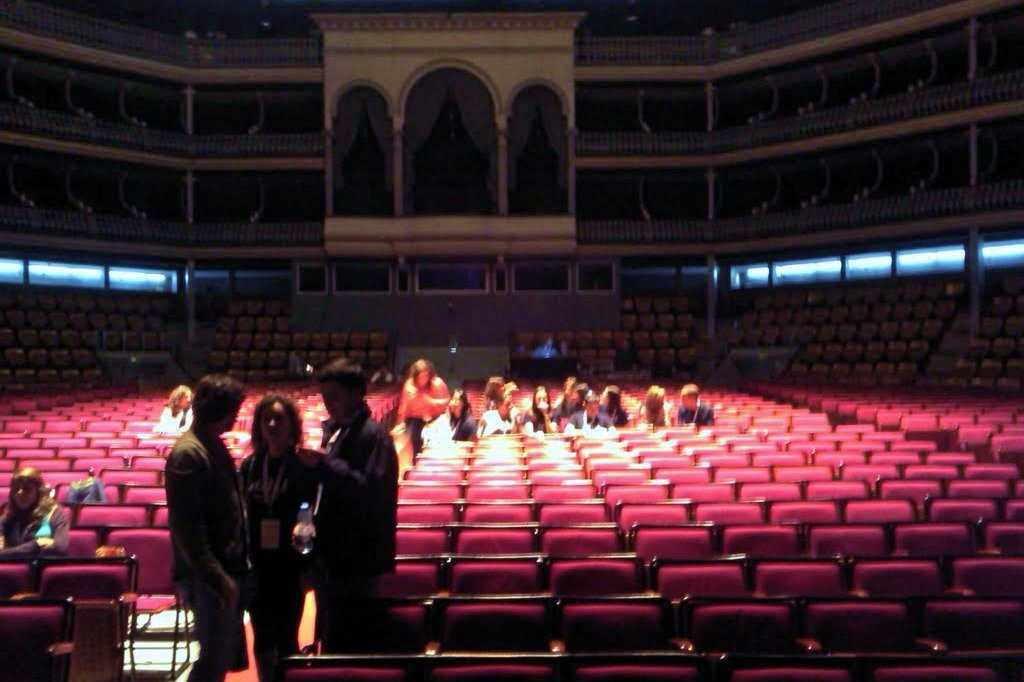
Una vista del interior de la sala de eventos del Coliseu dos Recreios

El Coliseo está formado por dos edificios yuxtapuestos. Esto incluye un edificio rectangular de tres pisos, cuya fachada principal está orientada al suroeste. El primer piso incluye el atrio del Coliseu dos Recreios (94-98), el vestíbulo y el bar-restorán de la Sociedade de Geografia; el segundo piso, que funciona como biblioteca de la organización; y tercer piso, la Sala Portugal. El área rectangular se divide internamente en tres áreas apoyadas por columnas de acero, y entrelazadas por una escalera del mismo material, lo que permite la circulación vertical. La sala de eventos de doce lados está rodeada de asientos y dos pisos de asientos. Al noreste y suroeste, respectivamente, hay asientos de caja especiales, enmarcados por tres arcos, sobre uno de los tres accesos. La sala está cubierta por un techo de metal, sostenido por tubos de acero.
El salón de eventos tiene una capacidad de entre 2846 (sentados) a 4000 personas, dependiendo de su configuración.
Además de los conciertos, se organizan otros espectáculos, como teatro, circo, espectáculos de danza y ceremonias de premiación. Los artistas han incluido Cirque du Soleil, Tango Fire y varios ballets.

## Conciertos destacados
| - Agir - Alter Bridge - Ana Moura - Anastacia - Anselmo Ralph - Aurea - Biffy Clyro - Concha Buika - Bush - Carminho - Cesária Évora - D.A.M.A - Deep Purple - Deolinda - Diogo Piçarra | - Extreme - Gabriela Rocha - Gavin James - Gusttavo Lima - João Pedro Pais - Léo Magalhães - Madonna - Mallu Magalhães - Maria Bethânia - Maria Lisboa - Marisa Monte - Miguel Araújo - Mishlawi - My Chemical Romance - Nightwish | - Papa Roach - Placebo - Prince - Radiohead - Raquel Tavares - Ritchie Campbell - Rise Against - R5 - Salvador Sobral - Simple Minds - Simple Plan - Sum 41 - Vanessa da Mata - Yes |